# راش ۹۰۲۱
سیارک ۹۰۲۱ (به انگلیسی: 9021 Fagus، نامگذاری:1988CT5) نه هزار و بیست و یکمین سیارک کشف شده‌است که در ۱۴ فوریه ۱۹۸۸ کشف شد.
قدر مطلق سیارک برابر ۱۲٫۳۰ است.